# Martin Tegen
Martin Tegen, född 28 april 1919 i Uppsala, död 17 april 2019 i Stockholm, var en svensk musikforskare, universitetslärare och översättare. Han var son till Einar och Gunhild Tegen.

## Biografi
Tegen blev filosofie licentiat 1949 och filosofie doktor 1955 samt verkade sedan som docent (1956–1969) och universitetslektor (1964–1984) i musikforskning och musikvetenskap vid Stockholms universitet.
Tegen var expert på 1800-talets svenska musik och musikliv. Hans doktorsavhandling handlade om musiklivet i Stockholm mellan 1890 och 1910. Han har medverkat med artiklar i Sohlmans musiklexikon och har även sammanställt en bok om sina föräldrar, Einar och Gunhild Tegen. En krönika om deras liv och verk.
Tegen var medlem av Kungliga Musikaliska Akademien och belönades år 2004 med ett stipendium ur Hilding Rosenbergs fond för svensk musikvetenskap, för "betydande forskning om svensk musikhistoria, vilken bidragit till att väsentligt öka kunskapen om verk, gestalter och händelser under skilda epoker". I samband med hans 60-årsdag år 1979 gav musikvetenskapliga institutionen vid Stockholms universitet ut en skrift som tillägnades honom.
Efter sin pensionering inledde Tegen en andra karriär som översättare, bland annat av Oswald Spengler, William Shakespeare och Rainer Maria Rilke. Han fick Stiftelsen Natur & Kulturs översättarpris 2011.